# Perideridia americana
Perideridia americana là một loài thực vật có hoa trong họ Hoa tán. Loài này được (Nutt.) Rchb. ex Steud. mô tả khoa học đầu tiên năm 1841.